# 五新線
五新線（ごしんせん）は、かつて、奈良県五條市の西日本旅客鉄道（JR西日本）和歌山線の五条駅と、和歌山県新宮市の紀勢本線新宮駅を結ぶ計画だった日本国有鉄道（国鉄）の鉄道路線（未成線）である。またはこの路線に先行して開設された国鉄の自動車路線である。五条駅 - 大塔村阪本（現・五條市大塔町阪本）間を阪本線として、先行開通させる予定だった。

## 経緯

### 構想
五新線の沿線は吉野杉などの木材の産地で、鉄道によりその輸送を担おうとする動きがあった。地域からの陳情が実を結び、1922年（大正11年）鉄道敷設法別表82号に「奈良県五條ヨリ和歌山県新宮ニ至ル鉄道」として予定線になった。その後紆余曲折を経て、1939年（昭和14年）に建設に着手した。二見 - 富貴ルートや橋本 - 阪本の橋新線、吉野口 - 多気の吉相線、吉野口 - 熊野市の吉木線などルート決定までには衝突があった。太平洋戦争のため工事が中断するが、1957年（昭和32年）に工事を再開し、1959年（昭和34年）に五条駅から西吉野村城戸（現・五條市西吉野町城戸）まで路盤が完成した。

### バス専用道として先行開業
しかし、西吉野村内に予定されていた駅の設置数が思惑より少なく、バスであれば随所に停留所を設置できることから西吉野村は鉄道としての部分開業に反対し、バス路線としての開業を主張した。この対応に地元は真っ二つに割れ混乱する。さらに近畿日本鉄道（近鉄）が御所線を近鉄御所駅から五条駅まで延伸し、そこから五条 - 阪本に乗り入れるため、五条 - 阪本の電化工事を負担し、阿部野橋駅から電車で乗り入れる構想を表明し、南海電気鉄道（南海）も同様に工事費を負担し、難波駅から橋本駅経由での気動車運転の構想を表明したため、混乱に拍車がかかった。しかし、近鉄・南海両社の乗り入れ案は却下され、五条 - 城戸のうち11.7kmの路盤をバス専用道路として暫定使用する一方、城戸 - 阪本は引き続き建設し、この区間の完成後はバス専用道路を鉄道に切り替えるという、バス派と鉄道派の両者を立てた決着が図られた。

### 工事の凍結
その後も城戸 - 阪本の建設工事は進められたが、1979年（昭和54年）に建設予算が凍結され、更に国鉄再建法施行に伴って1982年（昭和57年）には工事自体も全面的に凍結、その頃には既に国道168号の整備が進んでおり、モータリゼーションが進展するなかで採算が見込めないことから、結局列車が走ることなく計画は断念された。

### バス運行の終了
五条 - 城戸間は国鉄・JRバス専用道路として国鉄・西日本JRバスが路線バスを運行していたが、鉄道でなくバスであったために、五条駅での乗り換えの煩わしさがあったこと、並行する国道168号の改良が進み、バス専用道路の優位性がなくなったことから、開業時は続行運転をしていたほどの乗客もほとんどなくなり、2002年（平成14年）10月1日にJRバスは撤退。
その後は、地元自治体の委託を受ける形で奈良交通の路線バスが運行された。しかし便数は減少の一途をたどり、2008年（平成20年）3月時点では、土休日は早朝の1往復だけとなっていた。さらに衣笠トンネルの状態の悪化など、バス専用道路施設の老朽化も進んだことから、2014年（平成26年）9月30日に運行を終了し、翌10月1日に廃止された。なお代替として、並行する国道168号経由便を増便している。
かつては遮断機が設けられていた箇所もあった専用道と一般道の交差地点は、後に一般道が優先となっており、専用道を走るバスは一時停止が必要である。

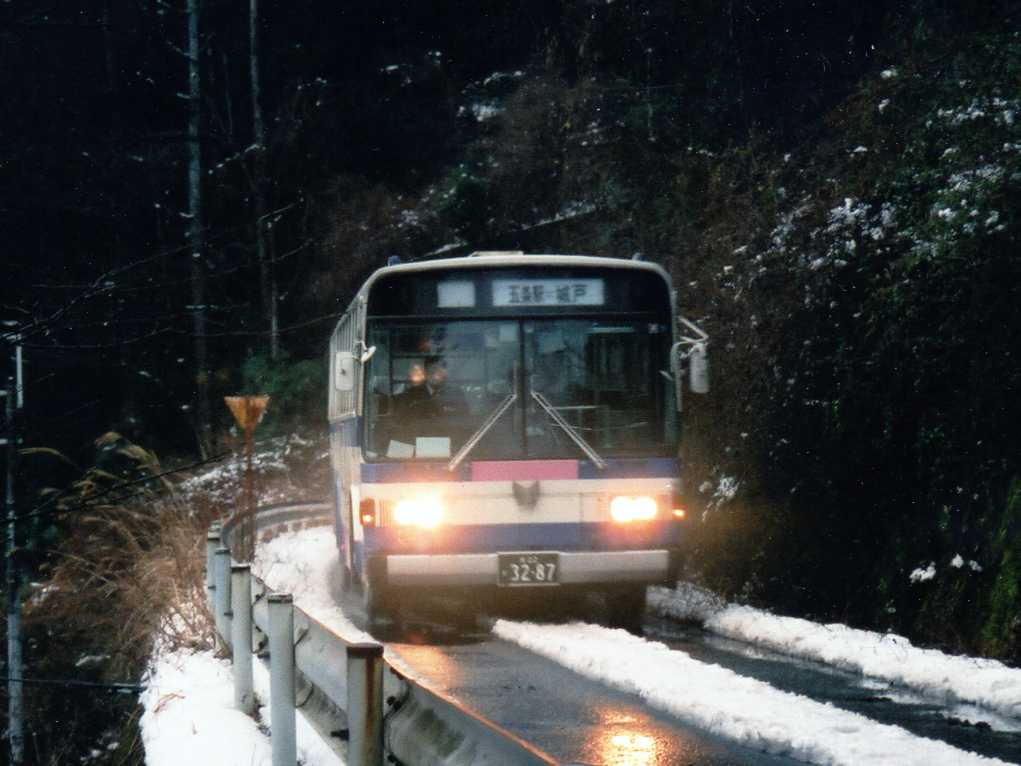
西日本JRバスが運行していた頃の阪本線（1996年2月撮影）
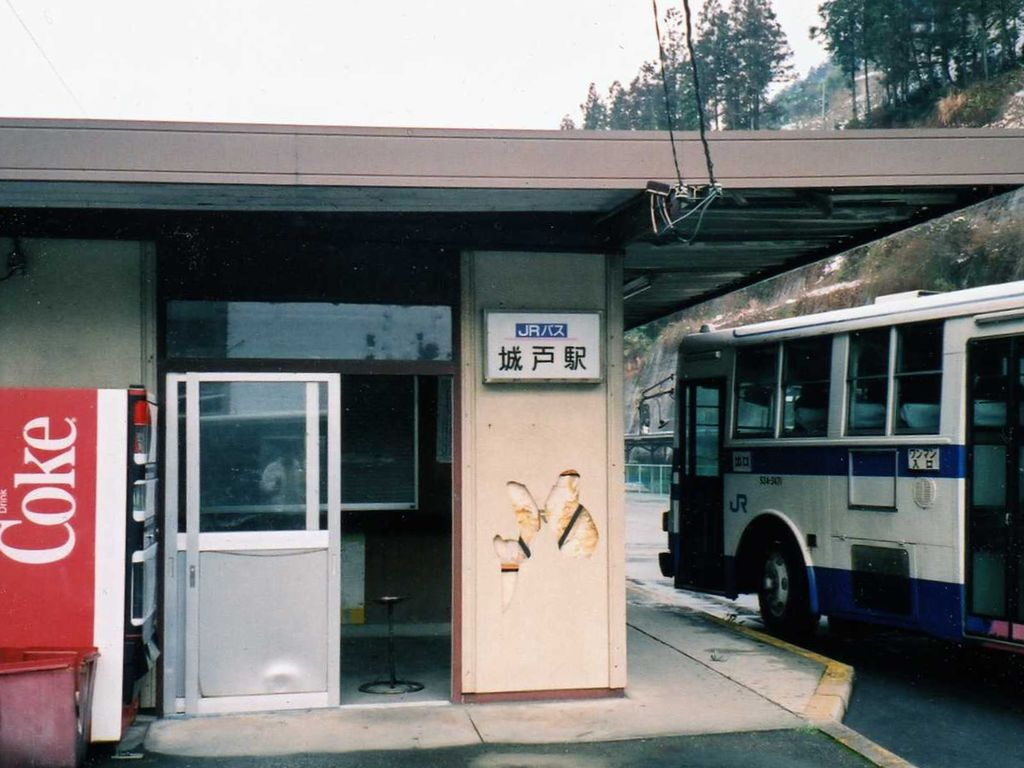
JRバス城戸駅（1996年2月撮影）
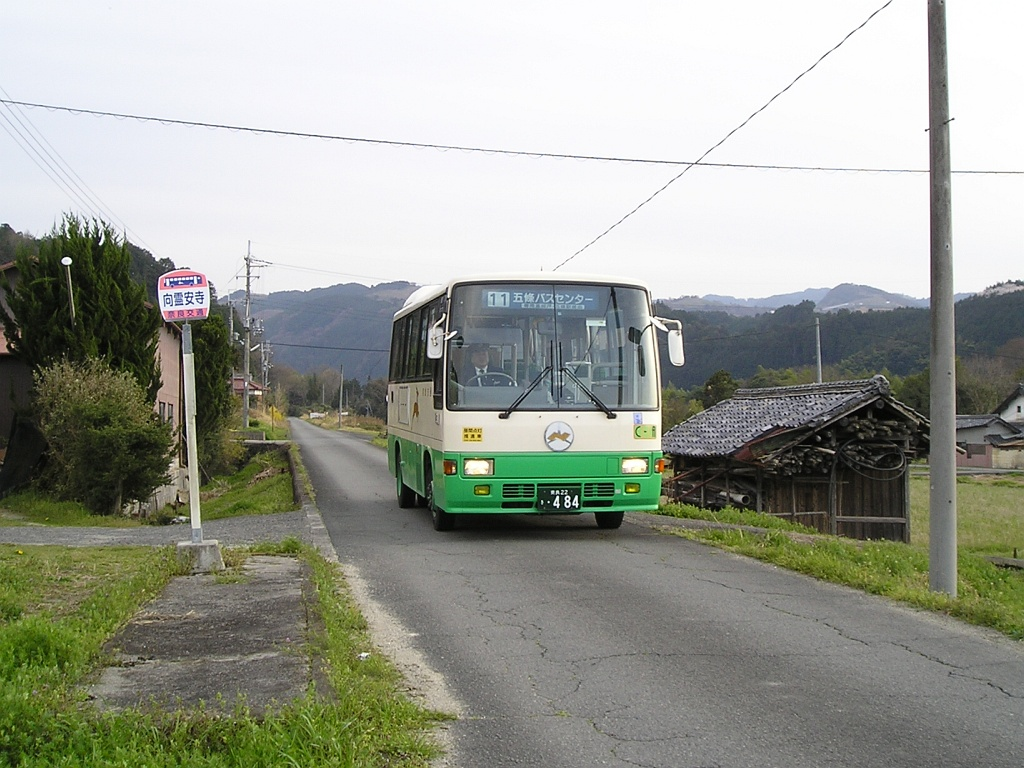
奈良交通五條西吉野線のバス（2008年4月撮影）
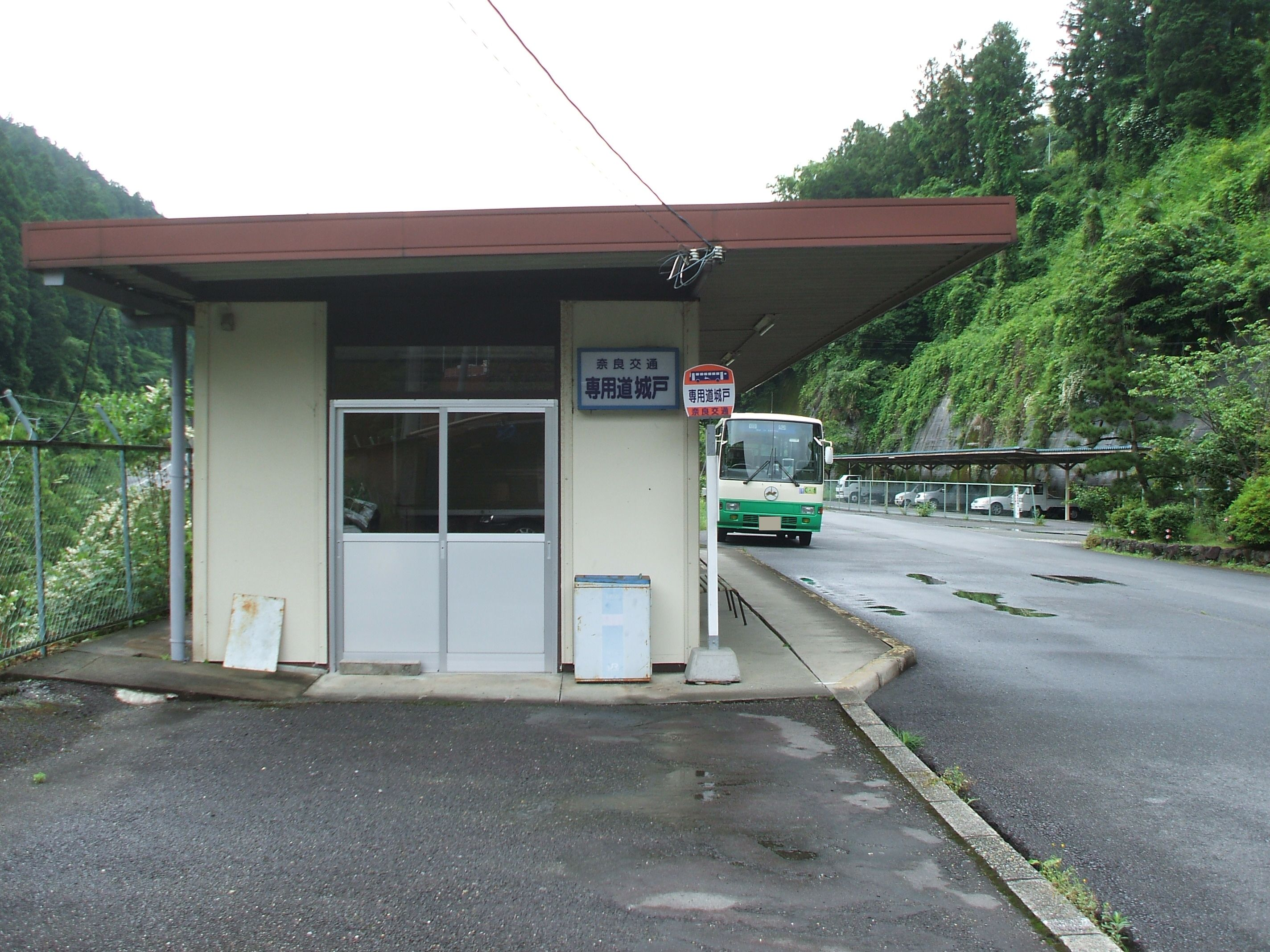
奈良交通移管後の専用道城戸バス停（2008年6月撮影）
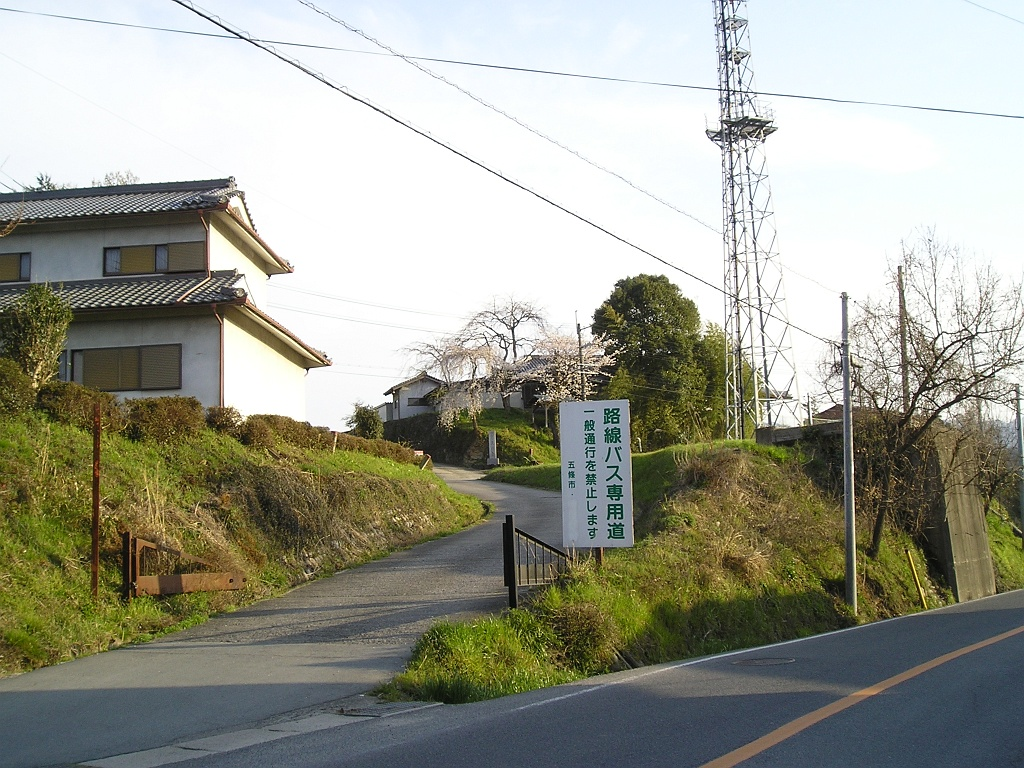
バス専用道路入口（2008年4月撮影）
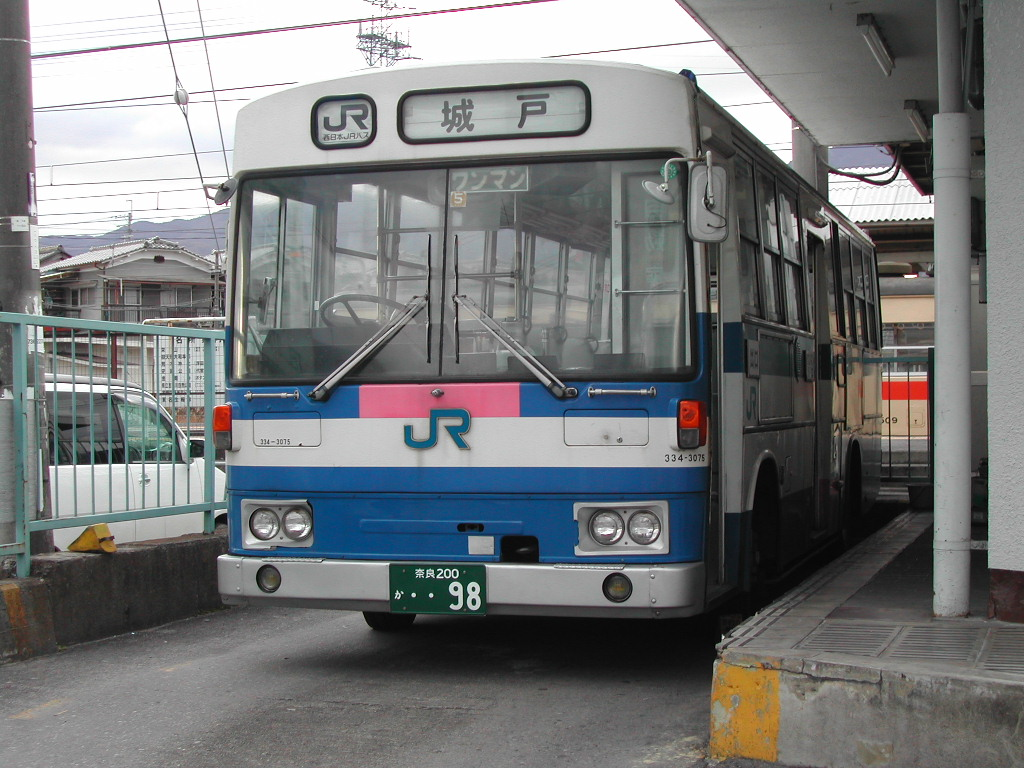
五條駅前にて撮影　334-3075

### 土木遺産
2016年（平成28年） に 「旧国鉄五新線（未成線）鉄道構造物群」が土木学会選奨土木遺産に選定された。紀伊山地を鉄道で貫く大構想に駈けた先人の志を未来に語り継ぎ、沿線住民にも親しまれていることが評価されたもの。
2022年には、トンネルや橋をめぐる観光ツアーも企画された。

### 年表
- 1922年 - 鉄道敷設法施行により予定線となる。
- 1939年 - 五新線の建設に着手。
- 1957年 - 工事再開
- 1959年 - 五条駅 - 城戸間の路盤が完成。
- 1963年3月 - 国鉄（紀伊田辺自動車営業所が担当）・奈良交通・熊野交通が、五条駅- 城戸 - 阪本 - 新宮間でバスの運行を開始
- 1972年 - 天辻トンネル竣工。
- 1970年代後半 - 折立以北の一部区間が廃止。
- 1982年 - 工事凍結
- 1987年4月1日 - 鉄道敷設法廃止。建設の根拠となる法的根拠を喪失（正式に建設計画を廃止）。
- 1980年代 - 吉野川橋梁（長さ約144メートル）の吉野川内の橋脚のみ完成していたが、洪水対策などのために破壊・撤去される。無筋コンクリートと噂されていたが、鉄筋と竹筋コンクリートの混合型と判明する[7]。
- 1989年4月1日 - JR西日本のバス事業を西日本JRバスへ移管。後に奈良県内の折立 - 七色[8]間が、そして奈良県と和歌山県に跨る七色 - 新宮間（いずれも紀伊田辺営業所が担当）が廃止。
- 1997年 - 映画「萌の朱雀」公開。天辻トンネル阪本側に大阪大学核物理研究センター大塔コスモ観測所を設置。
- 2002年10月1日 - 西日本JRバスが奈良県内の区間から運行撤退。奈良交通が五條西吉野線（11系統・12系統。十津川営業所が担当）の運行を開始。
- 2014年10月1日 - 五條西吉野線の全便が一般道経由に変更。
- 2016年 - 「旧国鉄五新線（未成線）鉄道構造物群」が土木学会選奨土木遺産に選定される。

## 予定駅
五条 - 野原 - 賀名生（あのう） - 城戸（じょうど） - 立川渡（たてかわど） - 阪本 - 上野地（うえのじ） - 風屋（かぜや） - 折立（おりたち） - 本宮 - 新宮

## 阪本線内の停留所
JR五條駅 - 五條町 - 大川橋南詰 - 野原弁天前 - 五條病院前 - 霊安寺（りょうあんじ） - 向霊安寺 - 第二発電所口 - 上柏原 - 生子（おぶす） - 江出 - 神野 - 賀名生（あのう） - 向賀名生（むかいあのう） - 大日川（おびかわ） - 衣笠 - 黒渕 - 城戸（じょうど）
- バス停に専用道が冠されているものがある。

## 城戸駅から阪本駅までの構造物
- 城戸駅 - バス専用道終点。鉄道ファン向けにリノベーションされ、2023年4月に「五新鉄道トレインパーク」がオープンした。
- 第9丹生川橋梁 - バス運行の終了後はしばらく封鎖されていたが、五條市役所西吉野支所の職員用駐車場に転用された。延長約90 m
- 城戸トンネル - 1979年8月10日竣工、延長759.87 m
- 坂巻トンネル - 1979年6月竣工、延長約865 m
- 八坂橋梁
- 八坂トンネル - 延長約218m
- 宗川橋梁 - 1976年5月31日竣工、延長約149 m、建設当時の塗装は青色だったが、鉄道施設が地元自治体に無償譲渡された後の1996年6月に現在の“柿色”に塗装変更が行われた。
- 西野トンネル - 1980年12月25日竣工、延長572.30 m
- 立川渡駅 - 未着工
- 立川渡トンネル - 未着工、入口と出口で高低差が約50 mのループトンネルの計画、延長2,140 m
- 天辻トンネル - 約5年の歳月をかけ1972年3月31日竣工、延長5,039.50 m、入口と出口の標高差は約114 m。1997年、阪本側に大阪大学核物理研究センターの大塔コスモ観測所が置かれる。2007年、国道168号の拡張工事に伴い、阪本側坑口が削られた。
- 阪本駅 - 未着工

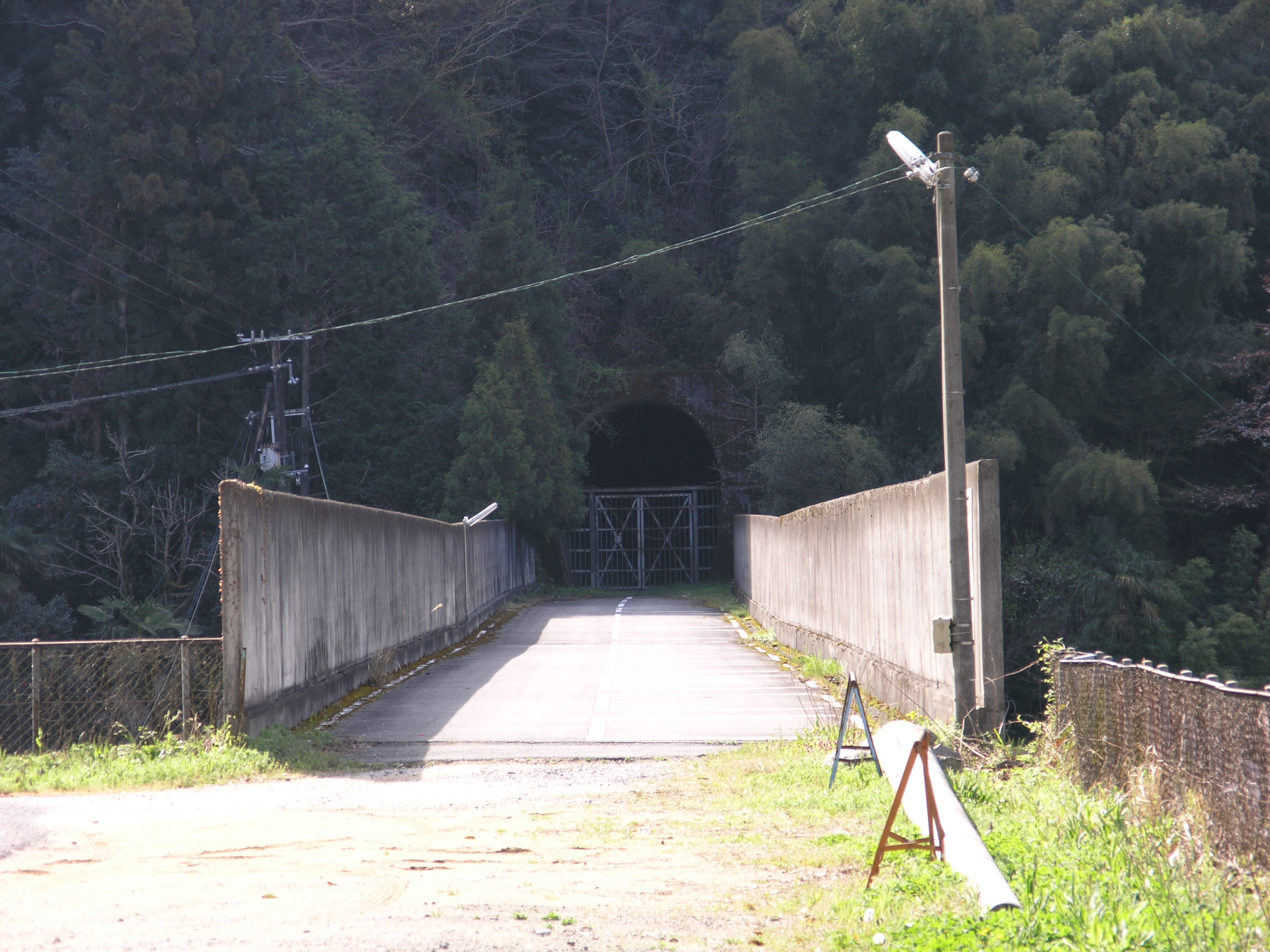
第9丹生川橋梁、城戸トンネル（2011年4月撮影）
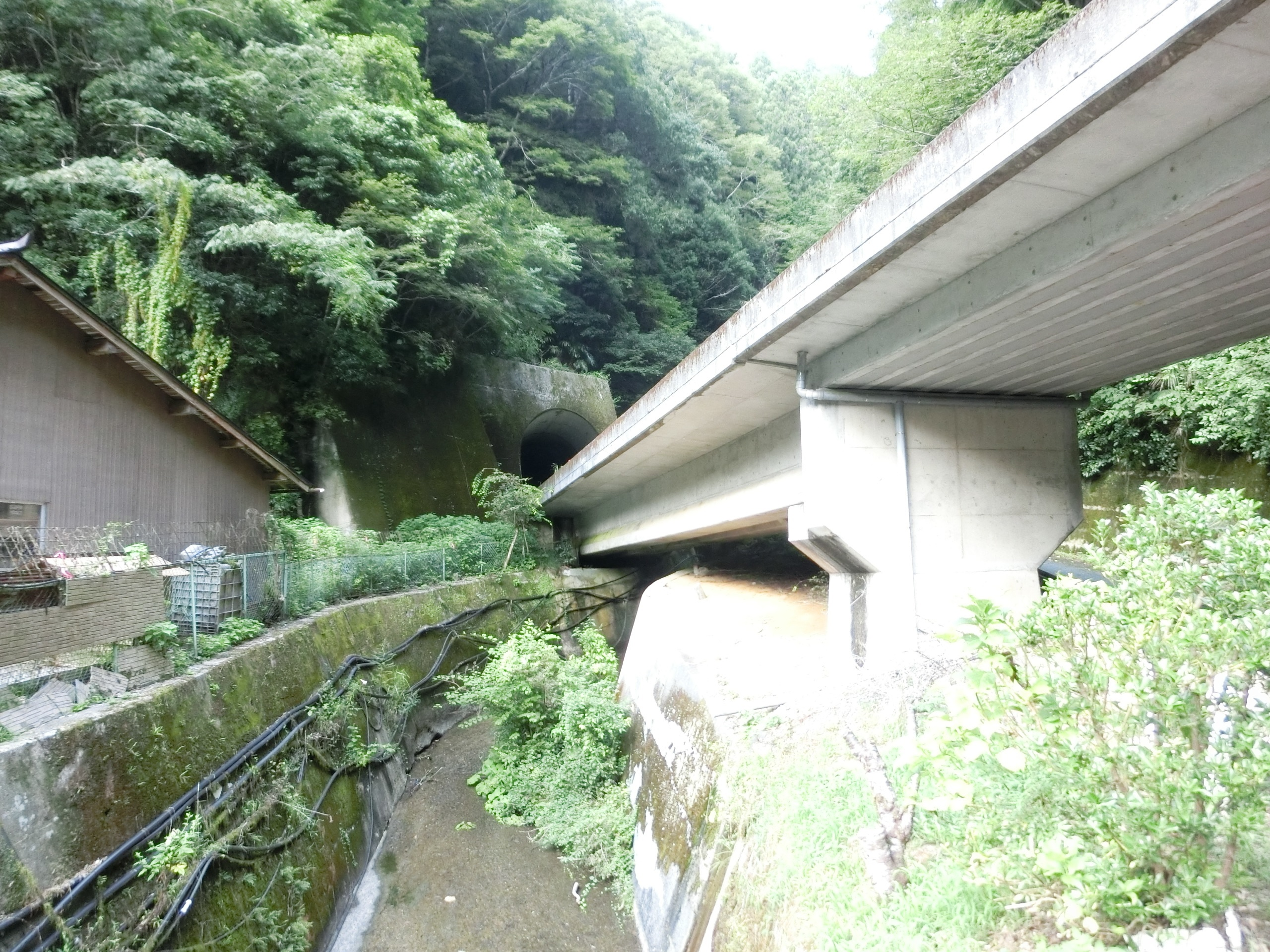
坂巻トンネル出口と八坂橋梁（2016年撮影）
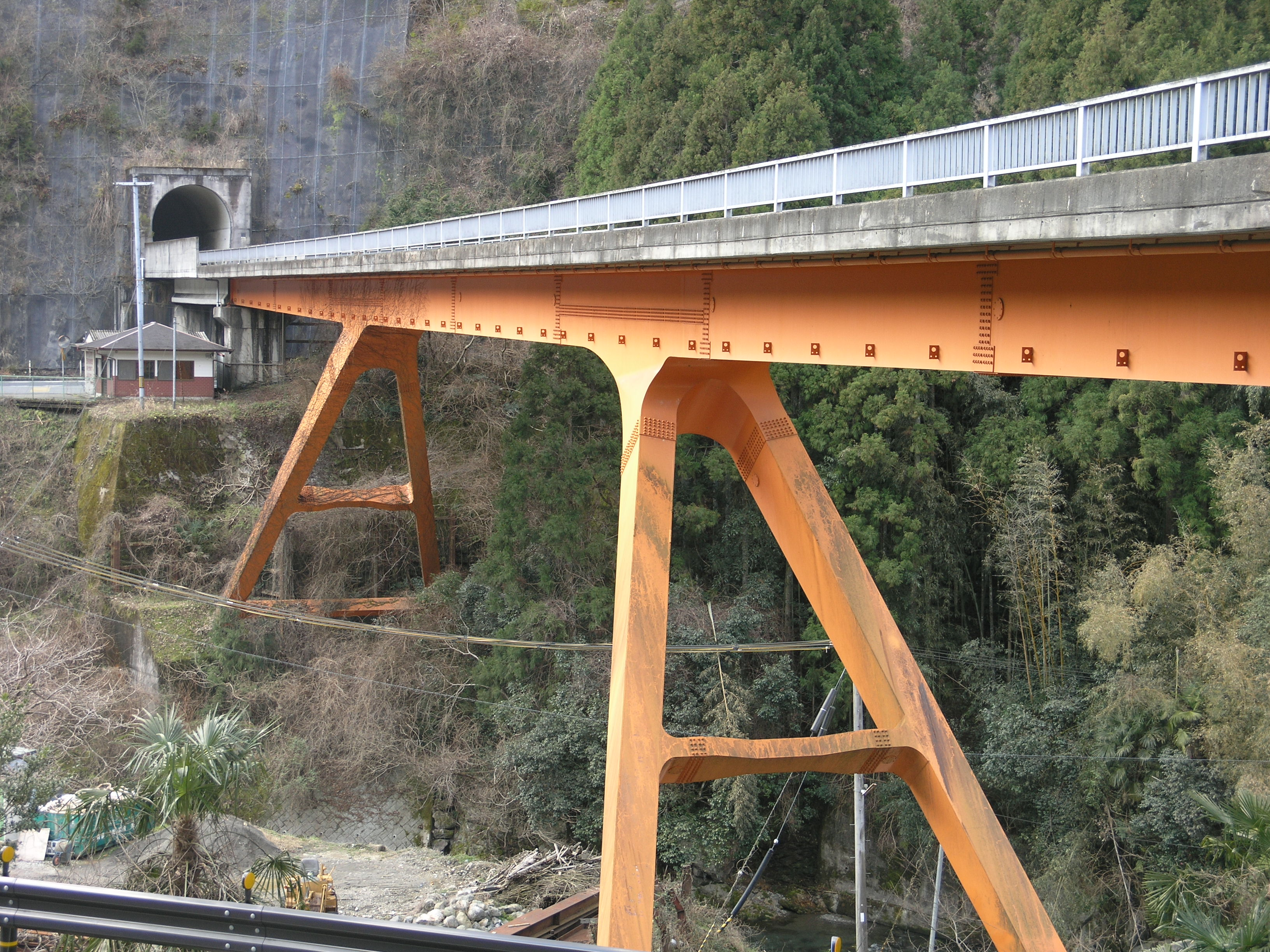
北側から撮影した宗川橋梁・西野トンネル（2012年3月撮影）
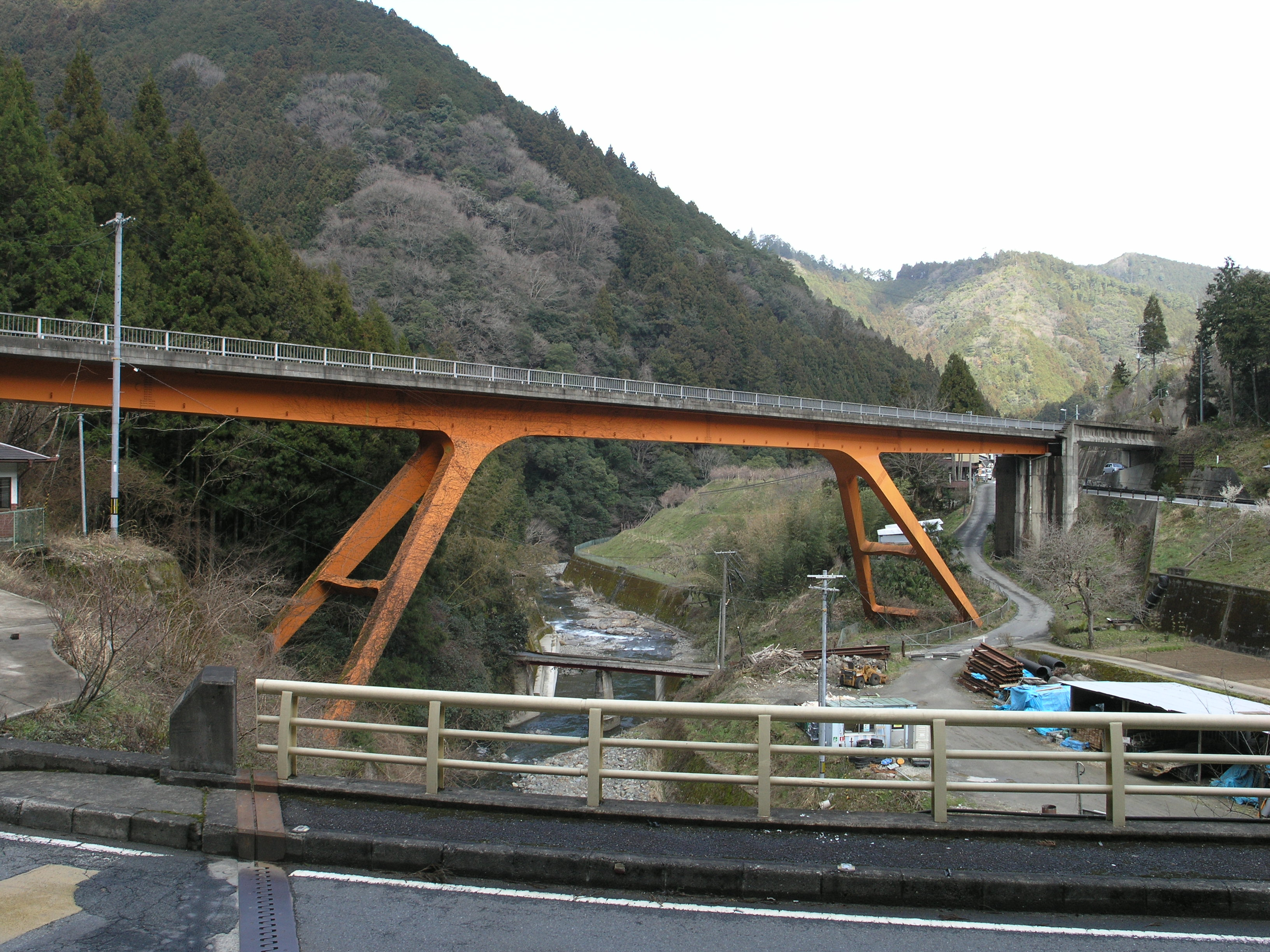
南側から撮影した宗川橋梁（2012年3月撮影）
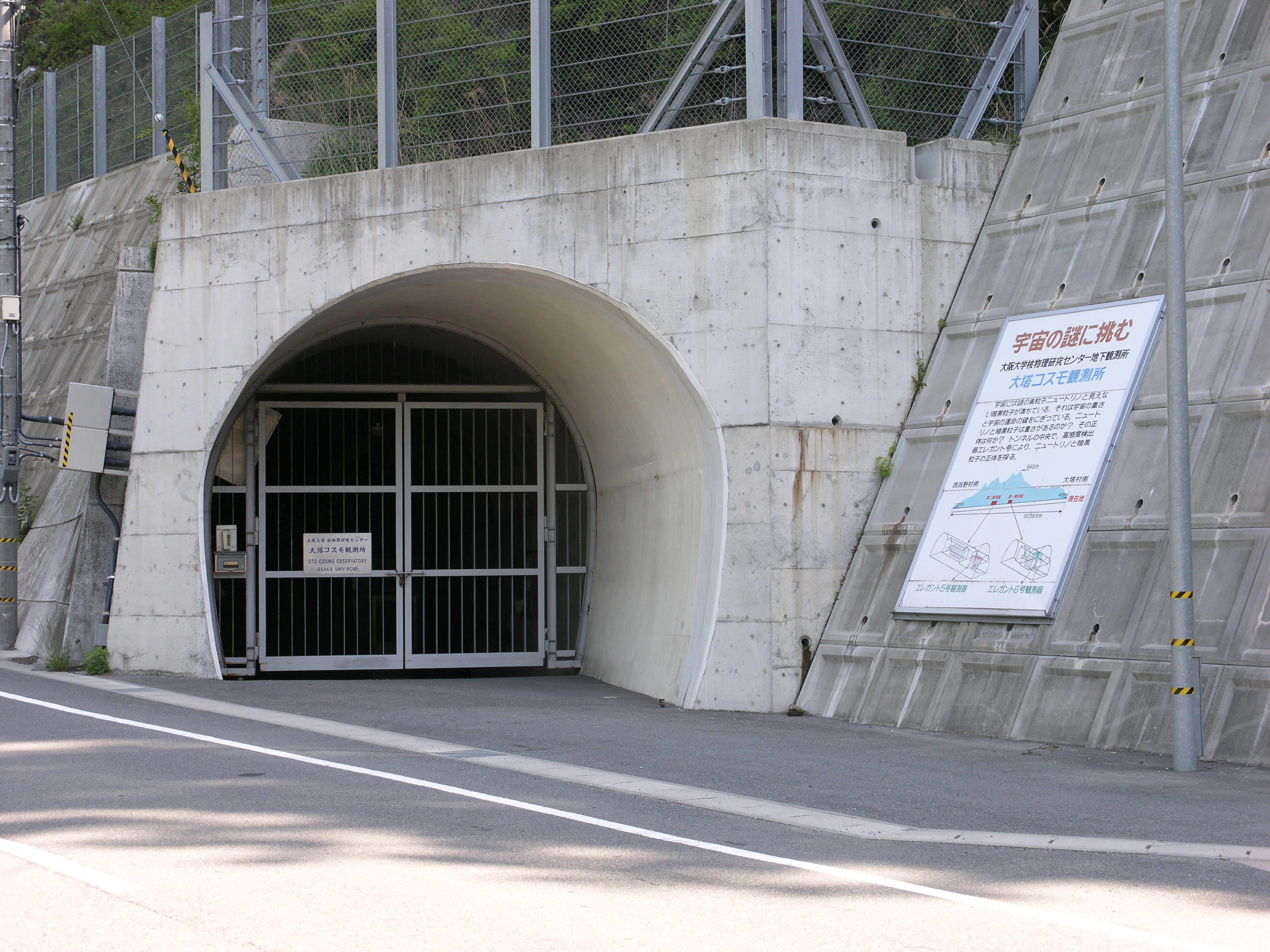
天辻トンネル出口（2011年5月撮影）